# Infiernillo, Oaxaca
Infiernillo är en ort i Mexiko.   Den ligger i kommunen San Antonio Huitepec och delstaten Oaxaca, i den sydöstra delen av landet, 300 km sydost om huvudstaden Mexico City. Infiernillo ligger 1 970 meter över havet och antalet invånare är 372.
Terrängen runt Infiernillo är huvudsakligen kuperad, men åt sydväst är den bergig. Terrängen runt Infiernillo sluttar västerut. Runt Infiernillo är det ganska glesbefolkat, med 34 invånare per kvadratkilometer. Närmaste större samhälle är San Antonio Huitepec, 6,1 km nordost om Infiernillo. I omgivningarna runt Infiernillo växer huvudsakligen savannskog.